# Batle del Puig

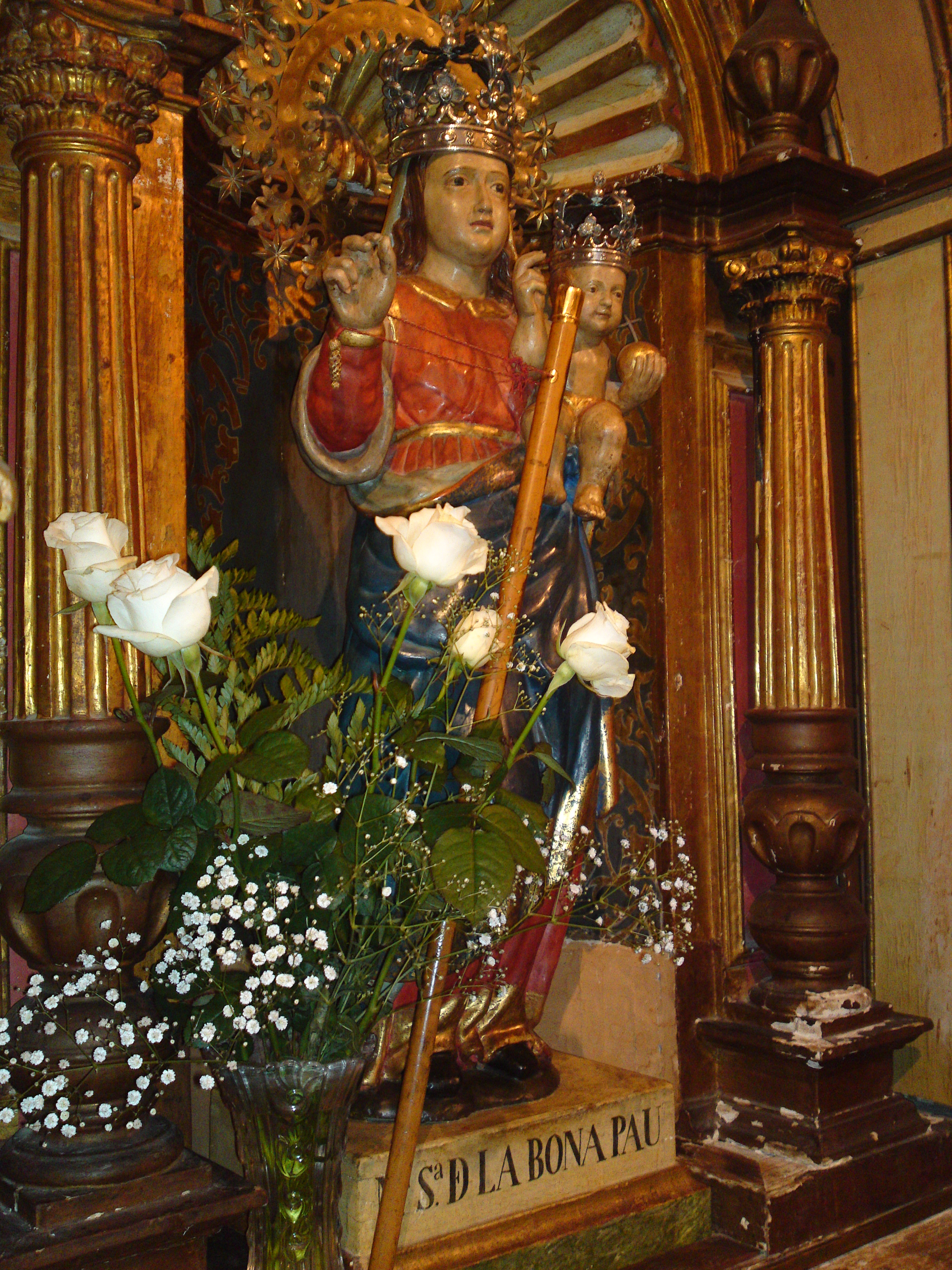
La vara de batle queda en mans de la Mare de Déu de la Bona Pau durant el dia de la festa

El batle del Puig és un càrrec honorífic del poble de Montuïri (Mallorca) que presideix el pancaritat (anomenat festa o dia del Puig) celebrat al Puig de Sant Miquel la tercera Pasqua.

## Història
L'origen del batle del Puig cal anar a cercar-lo al regidor de l'Ajuntament de Montuïri que actuava com obrer de l'Oratori de la Mare de Déu de la Bona Pau situat al cim del puig de Sant Miquel. El 1782 esclatà un conflicte entre la corporació i el rector amb motiu del nomenament del donat que havia d'habitar la casa annexa a l'oratori. La justícia dictaminà que un regidor i el titular de la parròquia serien els encarregats de tenir cura del santuari i portar els comptes de l'obreria.
L'ajuntament nomenava dos obrers, coneguts popularment com a batle del Puig, en dates properes a la festa de la Cinquagesma. Les seves principals funcions eren mantenir en bon estat l'oratori, portar els comptes de l'obreria i organitzar la pancaritat que té lloc el dimarts següent al diumenge de Pasqua (festa del Puig).
A partir de 1872 el càrrec d'obrer desapareix a causa de la desamortització de les terres del Puig de Sant Miquel que s'havia portat a terme seguint les lleis de desamortització del ministre Madoz 1855. Des d'aquell moment el batle del Puig passarà únicament a exercir la funció d'organitzador de la festa fins al 1890 quan es perd la pista al càrrec.
Durant la dictadura franquista es torna a documentar com un càrrec honorífic d'un regidor, generalment el tinent de batle, que presideix el Dia del Puig. A partir de 1980, amb el retorn de la democràcia, s'anà configurant un sistema on s'elegia cada any un regidor de l'oposició.
El 1993 es modifica la tradició per a homenatjar a una persona que hagués destacat en algun àmbit (cultural, social, econòmic, esportiu, etc.) del poble de Montuïri.

## Elecció
El batle del Puig ha estat elegit tradicionalment per l'Ajuntament de Montuïri. A partir de 1993 tot i que no s'elegí un regidor es mantingué el costum que la majoria al govern triés la persona honrada. Des de 2004 s'acordà que el plenari havia d'aprovar el candidat per unanimitat. Actualment els grups de l'oposició proposen un candidat els dos primers anys de la legislatura i el govern els dos darrers anys.

## Funcions
La principal funció del batle del Puig és presidir el pancaritat de la tercera festa de Pasqua al puig de Sant Miquel. A les nou del matí del dia de la festa el batle oficial de Montuïri fa l'entrega de la vara al batle del Puig davant les persones que s'han congregat a la plaça Major per pujar a peu.
A continuació la comitiva inicia la marxa encapçalats per la Banda de Música fins al pou des Dau. Un cop allà, i depenent de l'edat i l'estat físic del batle d'aquell any, decideix continuar caminant o pujar al cim amb algun vehicle.
El darrer tram cap al puig de Sant Miquel els xeremiers de Montuïri acompanyen el batle del Puig pel camí vell fins davant l'oratori. Un cop allà entrega ala vara als peus de la Mare de Déu de la Bona Pau. També presideix la missa que se celebra a l'oratori seient al primer banc i quan acaba pronuncia un breu parlament. Posteriorment berena amb els membres de l'ajuntament i després reparteix confits quan la Banda de Música interpreta peces de ball de bot.
Un cop acabat el pancaritat baixa amb les autoritats fins al poble acompanyats pels músics.

## Llista de batles del Puig des 1993
- 1993 Mateu Oliver Verd "de Meià" (Notari)
- 1994 Maria Mesquida (Cuinera 3ª Edat)
- 1995 Pere Miralles Roca "Malherba" (Director Banda de Música)
- 1996 Onofre Arbona Miralles "Masseno" (Director revista Bona Pau)
- 1997 Baltasar Nicolau Verger "Volandí" (Donà terres per a la carretera)
- 1998 Joan Segura Forteza "Segura" (Propulsor balls de pagès)
- 1999 Josep Sampol Cerdà "Sampol" (Esportista i organista església)
- 2000 Llorenç Bauzà Mas "Neo" (25 anys escolà de l'església)
- 2001 Gabriel Cerdà Miralles "Rupit" (Margeler i esportista)
- 2002 Maria Roscar Miralles "Titina" (Cosidora vestits cossiers)
- 2003 Joan Pocoví Oliver "Gurill" (President CE Montuïri)
- 2004 Antoni Martorell Miralles "Pare Martorell" (Fill il·lustre de Montuïri)
- 2005 Joan Miralles Gomila "Doia" (Polifacètic i Pt. Ca rater mallorquí)
- 2006 Francisca Gomila Gelabert "de can Cigala"(Grup Acció Social)
- 2007 Miquel Mascaró Amengual "Punta" (President de la Cooperativa)
- 2008 Miquel Martorell Arbona "Terric" (Col·laborador Bona Pau)[2]
- 2009 Jeroni Garau Bauçà "de s'Agència" (Suport institucions)[3]
- 2010 Isabel Mayol Manera "Bello" (Promoció social i cultural)
- 2011 Guillem Morlà Jaume "Morlà" (entitats culturals i esportives)
- 2012 Martí Ferrer Sampol "de Son Coll" (CE Montuïri, teatre, coral)[4]
- 2013 Joan Marimón Pizá (Dama, banda de música i coral)[5]
- 2014 Antònia García Pocoví (entitats culturals i socials)[6]
- 2015 Joan Barceló Prohens "de sa Mata" (president del Club d'Atletisme Montuïri-s'Hostal)[7]